# Heinrich Dahlinger
Heinrich Dahlinger (* 30. Oktober 1922 in Kiel; † 2. Februar 2008 in Rendsburg) war ein deutscher Unternehmer, der als Sportler zweimal Weltmeister im Feldhandball, einmal Vizeweltmeister im Hallen-Handball und einmal inoffizieller Weltmeister („Goldpokal“) im Folkeboot-Segeln wurde. Im Allgemeinen wird er als Hein Dahlinger bezeichnet oder mit seinem Spitznamen Hein Daddel benannt.

## Sportkarriere
Dahlinger schloss sich im Alter von 14 Jahren dem Handballverein THW Kiel an, in dem er erst 30 Jahre später sein letztes Spiel absolvierte. In insgesamt 1871 Spielen für den THW Kiel erzielte er 5423 Tore. 1948 und 1950 wurde Dahlinger mit seinem Verein Deutscher Feldhandballmeister, 1957, 1962 und 1963 Deutscher Hallenhandballmeister – und damit insgesamt fünfmal Deutscher Handballmeister. Die deutsche Meisterschaft von 1948 bezeichnete Dahlinger stets als seinen größten Erfolg; 25 DM hätte jeder Spieler damals als Meisterschaftsprämie bekommen, verriet er 2005 dem THW-Vereinsmagazin „Zebra“.
Seine erste Berufung in die DHB-Nationalmannschaft erhielt Dahlinger 1951. Insgesamt bestritt
der Weltklassespieler bis zu seinem Länderspielrücktritt 1957 38 Länderspiele im Großfeld und in der Halle und erzielte dabei 110 Tore (Feldhandball: 22 Spiele mit 71 Toren; Hallenhandball: 16 Spiele mit 39 Toren). Mit den DHB-Teams wurde Dahlinger 1952 und 1955 Feldhandball-Weltmeister und errang 1954 die Vizeweltmeisterschaft im Hallenhandball. Ab 1958 war er nach dem Rücktritt Fritz Westheiders Spielertrainer des THW Kiel, und blieb auch nach Beendigung seiner aktiven Laufbahn als Handballspieler noch bis 1972 Trainer der Zebras. Außerdem trainierte er verschiedene Handballmannschaften des NDTSV (Neumühlen-Dietrichsdorfer Turn- und Sportvereinigung) Holsatia Kiel und spielte noch lange Jahre in der Altherrenmannschaft des THW Kiel.
1963 gewann Hein Dahlinger zusammen mit Bruno Splieth und Frieder Heinzel auf dem Boot „Daddel“ den Folkeboot-Goldpokal und damit die inoffizielle Weltmeisterschaft der Folkeboote im Segeln.

## Ehrungen

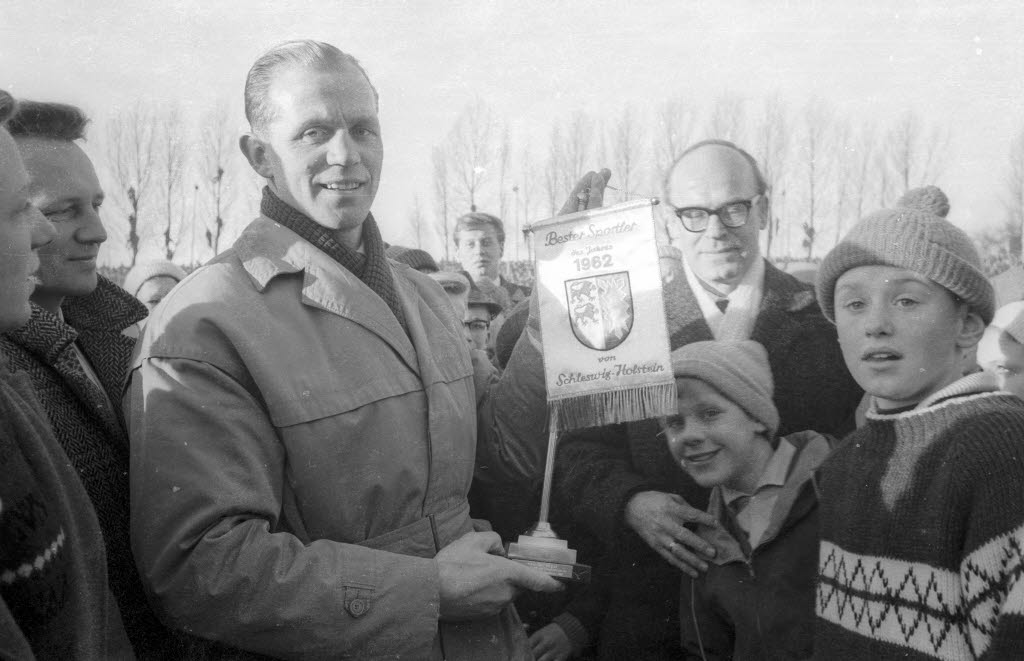
Heinrich Dahlinger als bester Sportler des Jahres 1962 von Schleswig-Holstein geehrt. Die Ehrung erfolgt im Holsteinstadion während der Halbzeit des Spiels Holstein Kiel gegen den Hamburger SV in der Oberliga Nord.

Für den Gewinn der Deutschen Meisterschaft 1950 und der Weltmeisterschaft 1952 wurde Dahlinger jeweils mit dem Silbernen Lorbeerblatt geehrt. 1999 wurde das THW-Maskottchen – ein Zebra – Hein Daddel und im Kieler Stadtteil Gaarden-Ost eine neue Sporthalle „Hein-Dahlinger-Halle“ benannt. 2007 wurde ihm von der Stadt Kiel „für seine außergewöhnlichen Verdienste um den Handballsport in Kiel und in Deutschland“ die Andreas-Gayk-Medaille verliehen.